# ماريان برجلاند
ماريان برجلاند (بالسويدية: Marianne Berglund)‏ مواليد 23 يونيو 1963 في السويد، هي دراج سويدية سابقة. سبق أن شاركت في دورة الألعاب الأولمبية الصيفية.

## روابط خارجية
- ماريان برجلاند على موقع أرشيف الدراجات (الإنجليزية)
- ماريان برجلاند على موقع إحصائيات الدراجات الإحترافية (الإنجليزية)
- ماريان برجلاند على موقع CycleBase (الإنجليزية)
- ماريان برجلاند على موقع أوليمبيديا (الإنجليزية)
- ماريان برجلاند على موقع اللجنة الأولمبية السويدية (السويدية)